# ساکسسیانوس
ساکسسیانوس یک سرباز رومی، ژنرال و بخشدار پراتوری در قرن سوم پس از میلاد بود که اطلاعات بسیار کمی از او به جا مانده اما طور قطعی شناخته شده است. گفته می‌شود که او خود را به عنوان فرمانده پادگان یک شهر متحد که توسط دزدان دریایی بربر محاصره شده بود، متمایز کرد و سپس با قدرت این امر توسط امپراتور والرین، بخشدار پراتور شد. به نظر می‌رسد که بخشدار پراتوری در بازگرداندن انطاکیه، پایتخت شرق روم، پس از ویرانی هایی که توسط شاپور ، پادشاه ایرانیان در تهاجم سال ۲۵۲ به بار آورده بود، کار مفیدی انجام داده است. با این حال، زمانی که شاپور برای بار دوم در سال ۲۶۰ حمله کرد، تحت تأثیر شرایطی بود که مجبور بود با آن مقابله کند و به نظر می رسد در شکست والرین در نبرد ادسا و اسارت بعدی او در ایران سهیم بوده است.

## ریشه ها
هیچ چیز در مورد منشاء ساکسسیانوس یا تاریخ تولد او شناخته شده نیست. عدم وجود هیچ مدرکی در مورد نام او به این معنی است که نمی‌توان تحلیل آنوماستیک را به کار برد.

## مراجع و یادداشت ها
1. ↑  Alföldi (1939). The Crisis of the Empire: Cambridge Ancient History Vol. XII, Chapter VI, iv, p.134. CUP.
2. ↑  See Howe (1942). The Pretorian Prefect from Commodus to Diocletian (AD 180-305), pp 80-81. Illinois: University of Chicago Press.